# Candle in the Wind
Candle in the Wind è un brano pop rock, con musica di Elton John e testo di Bernie Taupin. Fu scritta nel 1973 prendendo come spunto Marilyn Monroe per descrivere l'eventualità della morte prematura all'apice di una carriera artistica, ma il successo maggiore si è avuto con il riadattamento per Lady Diana Spencer, nel 1997, che la trasformò nel singolo più venduto di tutti i tempi.

## Versione originale
Though I never knew you at all..»
La versione originale è presente nell'album doppio del 1973 Goodbye Yellow Brick Road, uno dei maggiori successi di Elton, sia artistici sia commerciali. Il testo della canzone ha come spunto un ritratto disincantato della vita di Marilyn Monroe (Norma Jean Baker era infatti il suo vero nome). La canzone fu pubblicata anche come singolo e si posizionò all'undicesimo posto delle classifiche dei dischi venduti nel Regno Unito nel 1974.

Questa versione è al 347º posto della lista redatta dalla rivista Rolling Stone delle 500 canzoni più grandi di tutti i tempi ed è sicuramente uno dei classici di Elton.
Il 7 aprile 1990 Elton dedicò il brano a Ryan White, un ragazzo malato di AIDS che morirà il giorno successivo a causa di complicazioni.

## Versione live del 1987
Nel 1987 il brano fu nuovamente realizzato come singolo, in una versione dal vivo estratta dall'album Live in Australia with the Melbourne Symphony Orchestra; Elton era vestito da Wolfgang Amadeus Mozart con tanto di parrucca incipriata e fu seguito in diretta da oltre dieci milioni di telespettatori. Questa nuova versione raggiunse la Top10 negli USA e nel Regno Unito.

## Riadattamento del 1997
May you ever grow in our hearts..»
Candle in the Wind 1997 o Goodbye England's Rose è un riadattamento effettuato da Elton John e Bernie Taupin in onore di Lady Diana. La canzone raggiunse nello stesso anno il primo posto nella classifica dei singoli venduti nel Regno Unito ed ebbe uno straordinario successo in tutto il mondo, superando in poco tempo White Christmas di Bing Crosby nella classifica dei singoli più venduti di tutti i tempi, con circa 40 milioni di copie vendute.

## Altre versioni e parodie
- 1977 - La cantautrice britannica Sandy Denny eseguì una cover del brano come singolo (Island Records – WIP 6391) inserita nell'album Rendezvous (Island Records – ZCI 9433).
- 1991 - La cantante britannica Kate Bush eseguì una cover del brano in un singolo (Mercury Records – 866 310 - 7).
- 1997 - I La Bouche eseguirono una cover nell'album A Moment of Love (MCI – 74321 53036 2).
- 1999 - Gheorghe Zamfir nell'album The feeling of romance (CMC - 5233252).
- 2007 - Nell'episodio de I Simpson Funeral for a Fiend è effettuata una parodia di Candle in the Wind (il titolo della puntata si riferisce invece a un altro brano di Elton, chiamato Funeral for a Friend).
- 2007 - La canzone è parodiata anche in un cortometraggio chiamato Castro's Funeral.
- 2018 - Ed Sheeran nella compilation Revamp (Virgin EMI Records – CDV 3205).